# De frigjorte
Fish Out of Water
Ne doit pas être confondu avec Fish Out of Water (album), Fish Out of Water (film, 1999) ou Fish Out of Water (film, 2009).
Pour plus de détails, voir Fiche technique et Distribution.
De frigjorte (titre international : Fish Out of Water) est une comédie danoise réalisée par Erik Clausen et sortie en 1993.

## Synopsis
Le film parle de Viggo, un forgeron d'âge moyen, et de la façon dont il gère le chômage lorsque son employeur fait faillite.

## Fiche technique
- Titre original : De frigjorte
- Réalisation : Erik Clausen
- Scénario : Erik Clausen, John Nehm, Søren Skjær et Sanni Sylvester, d'après un roman de John Nehm
- Photographie : Claus Loof
- Montage : Camilla Skousen
- Musique : Mikkel Håkonsson, Kim Larsen
- Pays d'origine : Danemark
- Langue originale : danois
- Format : couleur
- Genre : comédie
- Durée : 97 minutes
- Dates de sortie :
  - Danemark : 26 février 1993

## Distribution
- Erik Clausen : Viggo
- Helle Ryslinge : Oda
- Leif Sylvester Petersen (en) : Iversen
- Anne Marie Helger : Karen
- Bjarne Liller : Snedker
- Torben Zeller : Carlsen
- Lene Brøndum : Fru Sørensen
- Kjeld Løfting : Falsk Læge
- Claus Bue : Direktør